# Oscar Zimmer
Oscar Zimmer (23 giugno 2001) è uno sciatore alpino norvegese.

## Biografia
Attivo in gare FIS dal novembre del 2017, Zimmer ha esordito in Coppa Europa il 2 dicembre 2019 a Trysil in slalom gigante (34º); non ha debuttato in Coppa del Mondo né preso parte a rassegne olimpiche o iridate.

## Palmarès

### Coppa Europa
- Miglior piazzamento in classifica generale: 160º nel 2022

### Nor-Am Cup
- Miglior piazzamento in classifica generale: 57º nel 2024
- 1 podio:
  - 1 secondo posto

### Campionati norvegesi
- 3 medaglie:
  - 1 oro (combinata nel 2022)
  - 1 argento (combinata nel 2019)
  - 1 bronzo (slalom speciale nel 2021)